# Idioma mbukushu
Mbukushu o Thimbukushu es una lengua bantú hablada por 45.000 personas a lo largo de la región este de Kavango en Namibia , donde es lengua nacional, y en Botsuana , Angola y Zambia.
En 2022, fue seleccionada entre una variedad de lenguas maternas que se enseñarán en las escuelas primarias de Botsuana en el año 2023.
Mbukushu es una de varias lenguas bantúes de Kavango que tienen chasquidos consonánticos ; Mbukushu tiene tres: tenues c, gc sonoro y nc nasalizado, así como ngc prenasalizada, que varían entre hablantes como dental , palatal y postalveolar . También tiene una aproximante glotal nasal.